# Magical Mystery Tour (пісня)
Magical Mystery Tour (з англ. - «Чарівна таємнича подорож») - пісня The Beatles з альбому Magical Mystery Tour. Єдиний із саундтреків до фільмів, знятих за участю групи, який не вийшов в якості синглу [3].

## Історія написання
Пол Маккартні був основним автором пісні, хоча публічно стверджував, що писав її спільно з Ленноном [4]. Леннон говорив про композицію: «Пісня Пола. Може, я і написав якусь частину, але це була, зрештою, його задумка »[5]. У 1972 році він додав: «Цю пісню написав Пол. Я тільки трошки допоміг з текстом»[6].
Текст пісні передає короткий зміст однойменного фільму. «Таємничі подорожі» (особливий вид екскурсій) були дуже популярні у Великій Британії, коли The Beatles тільки починали виступати. Леннон та Маккартні зробили таку подорож "чарівним" (magical), щоб пісня і фільм стали «трошки більш сюрреалістичнішими, аніж реальність» [4].

## Запис
Група розпочала роботу над заголовною піснею їхнього наступного фільму та альбому, зробивши 25 квітня 1967 року запис трьох дублів базової доріжки. Група довго репетирувала пісню в студії, перш ніж почати запис, Пол Маккартні сидів за фортепіано і пояснював групі свої ідеї. В кінцевому підсумку, вони записали на плівку ритм-доріжку з двома гітарами, фортепіано та барабанами. Залишившись задоволеними третім дублем, учасники групи потім стежили за тим, як були зроблені п'ять проміжних міксів для звільнення додаткових доріжок на стрічці. Останній із них, пронумерований як дубль №8, використовувався для подальших накладень. Група також зібрала петлю стрічки із записами шумів транспорту, взятими з колекції звукових ефектів EMI Volume 36: Traffic Noise Stereo. Вона була додана до пісні під час заключної сесії мікшування 7 листопада 1967 року.
На сесії 26 квітня, яка почалася о 19:00 і закінчилася о 02:00 наступного ранку, група зробила безліч накладень інструментів на бек-доріжку. Маккартні додав на восьмий дубль пісні партію бас-гітари, записавши її на другу доріжку чотирирьохдоріжкової плівки.Після цього група, Мел Еванс та Ніл Аспіналл додали маракаси, дзвіночок, бубон і бек-вокал на третю доріжку, а різні крики та інші вокальні частини Маккартні, Леннона та Харрісона були записані на останню доступну доріжку. Зрештою, був зроблений проміжний мікс для того, щоб звільнити ще дві доріжки для подальших накладень наступного дня.
27 квітня Маккартні наклав партію головного вокалу з бек-вокалом Леннона та Харрісона на третю доріжку плівки. "Всі ці шматочки були записані на плівку на дуже повільній швидкості так, щоб при відтворенні вони звучали дуже швидко, - каже Річард Луш. - Вони дійсно хотіли, щоб ці голоси звучали інакше".
Після цього в демонстраційних цілях було зроблено чотири мономікса і нарізано ацетатні диски, мабуть, для того, щоб написати аранжування для труб. На цьому міксі до вокалу Маккартні був застосований штучний дабл-трекінг, а фортепіано під час коди було більш гучним.
Під час сесії 3 травня 1967 року, яка тривала з 19:00 до 0:15, були зроблені накладення труб для цієї пісні. Трубачами виступили Девід Мейсон, Елгар (Гері) Ховарт, Рой Копестейк та Джон Вілбрехем. Їх з самого початку збентежило те, що аранжування взагалі не була підготовлене і їм довелося деякий час чекати, поки Пол Маккартні та Джордж Мартін вирішували, чого ж вони хочуть. В кінцевому підсумку, Гері Ховарт втомився від очікування і сам написав аранжування, яке було використане для запису. Його додали на четверту доріжку стрічки. Після цього на третю доріжку, яка вже містила вокал, наклали глокеншпіль під час коди.
Під час сесії 4 травня було створено сім мономіксів. Вони були пронумеровані 1-7, незважаючи на те, що чотири попередні мікса було зроблено 27 квітня 1967 року. Була деяка невпевненість на рахунок того, який з них кращий - мікс №5 або №7, але, в кінцевому підсумку, останній був обраний в якості саундтреку телефільму. Пізніше, під час монтажу фільму, було додано декілька звукових ефектів, включаючи шуми автобуса та оплесків. Однак жоден із міксів цього дня, зрештою, так і не був випущений на платівці, оскільки 7 листопада 1967 року були нові мікси. На цьому етапі пісня вже вважалася завершеною.